# 大江匡房
大江 匡房（おおえ の まさふさ）は、平安時代後期の公卿、儒学者、歌人。大学頭・大江成衡の子。官位は正二位・権中納言。江帥と号す。藤原伊房・藤原為房とともに白河朝の「三房」と称された。小倉百人一首では権中納言匡房。鎌倉幕府創建に功を成した大江広元は曾孫にあたる。

## 経歴

### 若年期
大江氏は古くから紀伝道を家学とする学者の家柄であり、匡房も幼少のころから文才があったと伝えられる。匡房の詩文に関する自叙伝『暮年記』の中で「予4歳の時始めて書を読み、8歳のときに史漢に通ひ、11歳の時に詩を賦して、世、神童と謂へり」と書いている。早くも天喜4年（1056年）16歳にして省試に合格して文章得業生に、康平元年（1058年）に対策に及第し、康平3年（1060年）には治部少丞・式部少丞を経て従五位下に叙爵した。
その後は、目立った官職にも任じられず身の上を不満に思って出家・隠遁しようとするが、中納言・藤原経任の諫止により思いとどまる。その後、匡房は春宮・尊仁親王の御所に参上するようになるが、困窮により衣服に事欠く状況であったため、他の人から装束を借りていたという。治暦3年（1067年）尊仁親王の東宮学士に任じられると、学士を務める中で尊仁親王の信頼を得た。

### 後三条朝
治暦4年（1068年）4月に尊仁親王が即位（後三条天皇）すると五位蔵人に補せられる。当初は官職もなく蔵人のみを帯びていたため、蔵人の式部大夫と呼ばれていたが、7月に欠官が生じたため中務大輔に任ぜられるとともに、学士の労により正五位下に昇叙された。翌延久元年（1069年）左衛門権佐（検非違使佐）・右少弁を兼ね三事兼帯の栄誉を得た。また、東宮・貞仁親王の東宮学士も務める。後三条朝では、天皇が進めた新政（延久の善政）の推進にあたって、匡房は藤原実政や藤原正家らとともにブレーン役の近臣として重要な役割を果たしている。中でも匡房は朝から晩まで始終天皇に近侍していたという。

### 白河朝
延久4年12月（1073年1月）の貞仁親王の即位（白河天皇）後も引き続き五位蔵人を務めるとともに、実仁親王の東宮学士となり三代続けて東宮学士を務める。延久6年（1074年）従四位下・美作守に叙任されて一旦弁官を離れるが、翌承保2年（1075年）正四位下と順調に昇進する。美作守に任ぜられても引き続き東宮学士を務めていたため、任地に赴くことは多くなかったと想定される。一方で、美作国在地豪族と思しき藤原秀隆のために願文を作成するなど在地民との関係が見られるほか、承保4年（1077年）には、関白・藤原師実から美作国の所領を譲り受けるなど、受領として経済的な躍進ぶりを示している。なお、この間の承暦2年（1078年）自らの邸宅に江家文庫を設置している。
承暦4年（1080年）権左中弁として弁官局に復す。当時は一度地方官に遷ると、そのまま転々と地方官を渡り歩くケースも多かったが、匡房は相応の経済力を蓄えて京官に復したところに匡房の慎重さが窺い知れる一方、当時の宮廷において匡房のような故実に精通した学者官僚が必要とされていたことも、京官への復帰を可能とした要素の一つとも考えられる。同年2月に高麗王文宗から王の病気の治療のため、日本の名医の派遣を要請する書状が届くも、朝議の結果、派遣を断ることに決まるが、匡房が断りの返信を起草した（医師招請事件）。
その後も永保元年（1081年）左中弁、応徳元年（1084年）左大弁と弁官にて累進する一方、永保3年（1083年）式部権大輔も兼ねた。この間の永保元年（1081年）匡房は蔵人頭を望むが、歌道の競争相手でもあった下僚の右中弁・藤原通俊に敗れ、激しい憤怒の感情を示した。一方で、永保2年（1082年）右大臣・藤原俊家が出家した際、白河天皇は後任の右大臣として中宮・藤原賢子の実父である顕房を念頭に匡房に相談するが、かつて教えを受けた俊房の学才に敬服していた匡房の意見によって、結局俊房を任じたとの逸話がある。匡房が大臣の人事を左右するほど白河天皇からの信頼が厚かった様子が窺われる。

### 白河院政期
応徳3年（1086年）白河天皇が堀河天皇に譲位して院政を開始すると、匡房は初代院司の一人となる。またこれに前後して従三位に叙せられて公卿に列した。応徳4年（1087年）式部大輔に任ぜられ、寛治2年（1088年）正三位・参議に叙任された。議政官の傍らで、式部大輔・勘解由長官を兼帯している。この間、寛治4年（1090年）には堀河天皇に漢書を進講している。
寛治8年（1094年）従二位・権中納言に叙任される。永長2年（1097年）大宰権帥を兼ね、翌承徳2年（1098年）大宰府へ下向する。大宰権帥を大過なく勤め上げ、康和4年（1102年）任期満了に伴って正二位に叙せられた。長治2年（1105年）所領に関連して興福寺西金堂衆と争い、西金堂衆に襲われて荘園を焼き払われてしまっている。長治3年（1106年）権中納言を辞して、大宰権帥に再任されるが、今度は病気もあって任地には下向しなかった。匡房が下向しないことで、大宰府管内は「神民蜂起、群盗相乱、凡管内放火殺害者、不可勝計」という混乱状況に陥り、廟堂からの批判にさらされている。
鳥羽朝の天永2年（1111年）大蔵卿に遷任されるが、同年11月5日薨去。享年71。

## 人物
- 大江氏の再興を願う匡房にとって、大江維時以来途絶えていた[注 1]公卿の座に自らが就いたことは大きな喜びであった。惟宗孝言が大学者として知られていた匡房の曾祖父大江匡衡について尋ねたところ、匡房は自分が意識しているのは維時のみであると述べて暗に匡衡は評価に値しないことを示した[14]。これは匡衡の位階が正四位下に終わった事から、公卿を目指す匡房には目標たるべき人物ではないと見ていたと考えられている。
- 『後拾遺和歌集』（巻7 賀438）には匡房誕生時にまだ健在であった曾祖母の赤染衛門（匡衡の未亡人）が曾孫の誕生を喜ぶ和歌が載せられている。
- 大江氏の祖・大江音人を阿保親王の子とする伝承を作成したのは、匡房であるという説がある（今井源衛説）[15]。
- 学才を恃まれ多くの願文の代作をし、それらをまとめた江都督納言願文集が残る。
- 和歌にも優れ、『後拾遺和歌集』（2首）以下の勅撰和歌集に114首の作品が収められている（『勅撰作者部類』）。歌集に『江帥集』、著書に『洛陽田楽記』『本朝神仙伝』がある。また『江談抄』は、彼の談話を藤原実兼（信西の父）が筆記したものである。
- 兵法にも優れ、源義家の師となったというエピソードもある。前九年の役の後、義家は匡房の弟子となり兵法を学び、後三年の役の実戦で用い成功を収めた。『古今著聞集』（1254年成立）や『奥州後三年記』（1347年成立）に見える話である。このことは戦国時代に九州で常勝無敗であった智将、山田宗昌にも影響を与えており、「匡房の兵法を得たり」として彼は「山田匡得」を名乗っている[16]。

## 逸話
幼少の頃より学問に優れていたことを示す逸話として以下がある。
- 源師房に「雪裏看松貞」の題を与えられたが、筆が停滞することなく漢詩を作り、師房を深く賞嘆させた（『暮年記』）
- 11歳の時、優れた漢詩を作ったことから、後冷泉天皇に見てもらったところ、天皇は感心して匡房に学問料を与えた（『続古事談』）[8]
- 藤原頼通が匡房を見て地を履みて人を踰えて必ず大位に至ると述べた（『暮年記』）
- 関白・藤原頼通が平等院を創建するために、源師房と宇治を訪問した際、大門が北に向いていた。そこで頼通は師房に対して寺門が北を向いている例はあるかと問うた。師房は「私は知らないが、後ろに乗っている匡房はこれらの事柄に通じているので問うてみましょう」と言って、匡房に尋ねた。匡房は即座に、天竺の那蘭陀寺、震旦の西明寺、本朝の六波羅蜜寺は門が北に向いていると回答し、頼通を驚嘆させた（『十訓抄』『古事談』）

## 著作
- 洛陽田楽記（1096年） - 永長の大田楽を記録
- 江家次第 - 有職故実書
- 朗詠江注 -『和漢朗詠集』の注釈
- 江談抄 - 説話集
- 闘戦経 - 兵法書。大江維時作とも
- 続本朝往生伝（1101年～1111年）
- 本朝神仙伝
- 江帥集 - 和歌集
- 江都督納言願文集
- 江記 - 日記
- 暮年記

### 代表的な歌
- 高砂の 尾の上の桜 咲きにけり とやまの霞 立たずもあらなむ（百人一首73番：『後拾遺和歌集』）

## 官歴
『公卿補任』による。
- 天喜4年（1056年） 12月29日：文章得業生（給料）
- 天喜5年（1057年） 2月30日：丹波掾
- 康平元年（1058年） 12月29日：対策
- 康平3年（1060年） 2月21日：治部少丞。3月20日：式部少丞。7月6日：従五位下（策）
- 治暦3年（1067年） 2月6日：東宮学士（春宮・尊仁親王）
- 治暦4年（1068年） 4月19日：五位蔵人（後三条天皇受禅日、先坊学士）。7月8日：中務大輔。7月19日：正五位下（学士労）
- 治暦5年（1069年） 正月27日：左衛門権佐。4月28日：兼東宮学士（春宮・貞仁親王）。12月17日：兼右少弁（三事兼帯）
- 延久4年（1072年） 4月26日：兼備中介、防鴨河使。12月8日：五位蔵人、兼東宮学士（春宮・実仁親王）
- 延久6年（1074年） 正月28日：従四位下（策）、美作守
- 承保2年（1075年） 正月5日：正四位下（先坊学士）
- 承暦4年（1080年） 8月22日：権左中弁、止守
- 永保元年（1081年） 8月8日：左中弁
- 永保3年（1083年） 2月1日：兼備前権守、兼式部権大輔
- 応徳元年（1084年） 6月23日：左大弁
- 応徳2年（1085年） 2月15日：兼勘解由長官。11月8日：止学士
- 応徳3年（1086年） 11月20日：従三位
- 応徳4年（1087年） 正月25日：式部大輔
- 寛治2年（1088年） 正月19日：正三位（院行幸別当賞）。正月25日：兼周防権守。8月29日：参議
- 寛治6年（1092年） 正月：兼越前権守
- 寛治8年（1094年） 6月13日：権中納言[17]。12月11日：従二位?
- 永長2年（1097年） 3月：兼大宰権帥
- 康和4年（1102年） 正月5日：正二位（赴任賞、追叙）。正月：得替解任
- 長治3年（1106年） 3月11日：去権中納言
- 天永2年（1111年） 7月29日：大蔵卿。11月5日：死去

## 系譜
- 父：大江成衡
- 母：橘孝親の娘
- 妻：藤原重経の娘
  - 男子：大江隆兼（?-1102[18]）
- 生母不明
  - 男子：大江維順（?-?）
- 養子女
  - 養子：大江広房（?-1111） - 実は橘以綱の子
  - 養子：大江有元 - 実は源有宗の子